# Clipchamp
Clipchamp（クリップチャンプ）は、オーストラリアブリスベンに本社を置く企業、および動画編集ソフトウェアである。2021年9月にマイクロソフトによって買収された。
動画編集ソフトウェアとしては、フリーミアムサービスとして機能は基本無料だが、高解像度でのエクスポート等の一部の機能や大半のストックコンテンツの利用には有料プランに加入する必要がある。また、ソフトウェアの利用にはアカウントへのログインが必要である。

## 歴史
Climchamp社は、2013年にアレクサンダー・ドレイリング、デイブ・ヒューイット、トビ・ラウブ、ソーレン・バルコらを含む元SAP従業員により、スタートアップとして設立された。当初はTranscodeCentralと呼ばれ、人々のブラウザを使用して動画のトランスコーディング（動画をあるコードから別のコードに変換する）を高速化する分散型スーパーコンピュータを構築する試みとして始まったという。
2014年、動画編集ソフトウェアとしてClipchampを正式にリリースした。動画の圧縮と編集、およびトランスコーディング用のクラウドベースのブラウザソフトウェアが含まれた製品に拡大した。
2016年6月までに、Clipchamp社の企業価値は110万ドルだった。2018年には、Climchampのユーザー数は650万人に達し、100万ドルを寄付したスティーブ・バクスターら、投資家を魅了させたという。
2020年、Clipchamp社はTransition Level Investments、Tola Capital、TEN13などの投資ファンドとの提携により得られた1,320万ドルの資本金を取得した後、アメリカ・シアトルに拠点を設置した。
2021年9月7日、Clipchamp社はマイクロソフトによって買収された。同年11月2日に開催されたマイクロソフト・イグナイトにて、Clipchampを発表した。2022年3月9日、ClipchampアプリがMicrosoft Windows 11にてInsider Preview Build 22572をDevチャネル向けに公開した後、Windows 11 2022 Update（バージョン22H2）にて標準搭載アプリとしてClipchampが追加された。

## 主な機能
- トリミングおよびカット
- 分割
- フリップとミラー
- 回転
- 切り取り
- オーディオと画像の追加
- テキストやタイトル、スーパーの追加
- 色調整
- 背景の追加
- フィルターとトランジション